# Развој европског рекорда у скоку удаљ на отвореном за жене
Први европски рекорд у скоку удаљ за жене ратификован од стране Европске атлетске асоцијације (ЕАА) износио је 6,12 метара који је постигла Кристел Шулц из Немачке 1939. године.
ЕАА је закључно са 2017. ратификовала 29 европских рекорда у скоку удаљ за жене.
Следи списак најбољих европских резултата до 1939. и европских рекорда од 1930. када је ратфикован први европски рекорд.
       Рекорди ратификовани од ЕАА
| Резултат | Атлетичар              | Земља                | Место          | Датум               |
| -------- | ---------------------- | -------------------- | -------------- | ------------------- |
| 5,54     | Марија Кислинг         | Вајмарска република  | Минхен         | 29. мај 1921.       |
| 5,57     | Мјуријел Ган           | Уједињено Краљевство | Лондон         | 21. септембар 1926. |
| 5,60     | Гертруд Гладич         | Вајмарска република  | Схевенинген    | 26. јун 1927.       |
| 5,62     | Гертруд Гладич         | Вајмарска република  | Хановер        | 4. септембар 1927.  |
| 5,68     | Мјуријел Ган-Корнел    | Уједињено Краљевство | Лондон         | 14. јул 1928.       |
| 5,78     | Мјуријел Корнел        | Уједињено Краљевство | Лондон         | 13. јул 1929.       |
| 5,80     | Мјуријел Корнел        | Уједињено Краљевство | Лондон         | 21. јун 1930.       |
| 6,02     | Станислава Валасјевич  | Пољска               | Кливленд       | 10. јул 1930.       |
| 6,09     | Станислава Валасјевич  | Пољска               | Вустер         | 28. јун 1937.       |
| 6,12     | Кристел Шулц           | Нацистичка Немачка   | Берлин         | 30. јул 1939.       |
| 6,25     | Фани Бланкерс-Кун      | Холандија            | Лајден         | 19. септембар 1943. |
| 6,28     | Галина Виноградова     | СССР                 | Москва         | 1. септембар 1955.  |
| 6,31     | Галина Виноградова     | СССР                 | Тбилиси        | 18. новембар 1955   |
| 6,35     | Елжбијета Кшесинска    | Пољска               | Будимпешта     | 20. август 1956.    |
| 6,35*    | Елжбијета Кшесинска    | Пољска               | Мелбурн        | 27. новембар 1956.  |
| 6,36     | Хилдрун Клаус          | Источна Немачка      | Ерфурт         | 7. август 1961.     |
| 6,40     | Хилдрун Клаус          | Источна Немачка      | Ерфурт         | 7. август 1961.     |
| 6,42     | Хилдрун Клаус          | Источна Немачка      | Берлин         | 23. јун 1961.       |
| 6,48     | Татјана Шелканова      | Совјетски Савез      | Берлин         | 16. јул 1961.       |
| 6,53     | Татјана Шелканова      | Совјетски Савез      | Лајпциг        | 10. јун 1962.       |
| 6,62     | Татјана Шелканова      | Совјетски Савез      | Брисел         | 6. октобар 1962.    |
| 6,70     | Татјана Шелканова      | Совјетски Савез      | Москва         | 16. јул 1964.       |
| 6,76     | Мери Ранд              | Уједињено Краљевство | Токио          | 14. октобар 1964.   |
| 6,82     | Виорика Вископољану    | Румунија             | Мексико        | 14. октобар 1968.   |
| 6,84     | Хајде Розендал         | Западна Немачка      | Торино         | 3. септембар 1970.  |
| 6,92     | Ангела Војт            | Источна Немачка      | Дрезден        | 9. мај 1976.        |
| 6,99     | Зигурн Зигел           | Источна Немачка      | Дрезден        | 19. мај 1976.       |
| 7,07     | Вилма Бардускене       | Совјетски Савез      | Кишињев        | 18. август 1978.    |
| 7,09     | Вилма Бардускене       | Совјетски Савез      | Праг           | 19. август 1978.    |
| 7,15     | Анисоара Кусмир-Станчу | Румунија             | Букурешт       | 1. август 1982.     |
| 7,20     | Вали Јонеску           | Румунија             | Букурешт       | 1. август 1982.     |
| 7,21     | Анисоара Кусмир-Станчу | Румунија             | Букурешт       | 15. мај 1983.       |
| 7,27     | Анисоара Кусмир-Станчу | Румунија             | Букурешт       | 4. јун 1983.        |
| 7,43     | Анисоара Кусмир-Станчу | Румунија             | Букурешт       | 4. јун 1983.        |
| 7,44     | Хајке Дрекслер         | Источна Немачка      | Источни Берлин | 22. септембар 1985. |
| 7,45     | Хајке Дрекслер         | Источна Немачка      | Талин          | 21. јун 1986.       |
| 7,45*    | Хајке Дрекслер         | Источна Немачка      | Дрезден        | 3. јул 1986.        |
| 7,45*    | Галина Чистјакова      | Совјетски Савез      | Лењинград      | 11. јун 1988.       |
| 7,52     | Галина Чистјакова      | Совјетски Савез      | Лењинград      | 11. јун 1988.       |

- Изједначен постојећи рекорд